# 畳叩き

鳥取県境港市・水木しげるロードに設置されている「畳叩き」のブロンズ像。

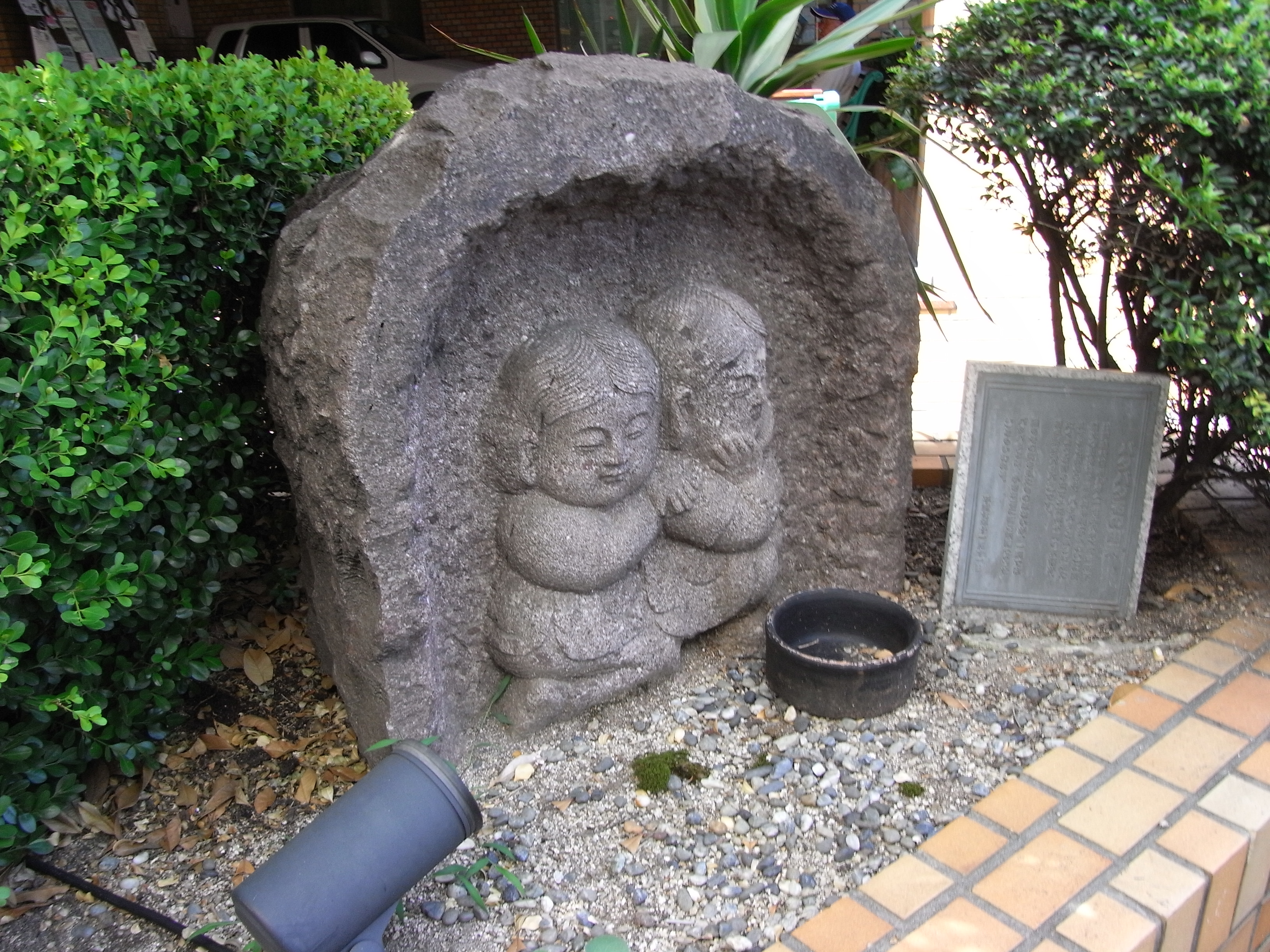
広島県・鷹野橋のバタバタ像

畳叩き（たたみたたき）は、和歌山県、山口県、広島県、高知県に伝わる怪音現象。

## 概要
夜中に畳を叩くような音が聞こえる現象。
和歌山では宇治という町に出たので、宇治のこたまとも呼ばれた。紀州藩編纂の地誌『紀伊続風土記』（天保年間）によれば、冬の夜明け頃にバタバタという音が東から聞こえ始め、西へ去っていくのでバタバタとも呼んだという。
『岩邑怪談録』では破多破多という字を当て、山口県岩国で文久年間の秋から冬にかけての時期に起こった現象で、午後10時頃から翌朝未明まで渋紙を打つような、もしくは大きなうちわを激しく仰ぐようなバタバタという怪音が町中で聞こえたという。
広島でも同様の怪異があり、冬の夜に屋根の上や庭で、あたかも畳を杖で叩くようにバタバタと音がしたことから、バタバタ、もしくはパタパタとも呼ばれた。この怪異の原因はそこにある触ると瘧になる石の仕業とされ、その石をバタバタ石と呼んだ。安政時代の随筆『筆のすさび』によれば、ある物好きな人が正体を見極めようと、音の方向を追いかけたところ、常に7、8間先から音がしてきりがなかったという。またある人は、バタバタ石の中から小人が現れて石を叩いているのを見つけ、捕まえようとしたが石の中に戻ってしまったので、石を持って帰ったところ、石と同じような痣が顔にでき、慌てて石をもとの場所へ戻すと、痣も消えたという。
高知では屋敷に住む狸の仕業とされ、屋敷や近隣では聞こえず、300メートルほど離れた場所で聞こえるという。
ポルターガイスト現象だという説もある。